# Teodross Avery
Teodross Avery (Fairfield, Kalifornia, 1973. július 2. –) amerikai tenor- és szopránszaxofonos.

## Pályafutása
A kaliforniai Oaklandből származik. Zeneszerető családban nőtt fel, ideeértve a dzsessz mellett az afrikai zenét, az R&B-t, a funkot és a rockot.
Tízéves korában kezdett klasszikus gitározást tanulni, de 13 évesen áttért szaxofonra. John Coltrane volt rá nagy hatással. 17 éves korában ösztöndíjat kapott a bostoni Berklee College of Musicon.
Teodross Avery az 1990-es évek közepén tűnt fel a hard bop hagyományok ápolásával olyan lemezeivel, mint az In Other Words és a My Generation. Az évek során kiterjedt érdeklődése a R&B, a funk és a hiphop felé is.
Roy Hargrove, Betty Carter, Ramsey Lewis, Stanley Turrentine, Rodney Whitaker, James Hutchinson, Charles Craig, Dee Dee Bridgewater, Donald Harrison társaságában is dolgozott.

## Albumok
- 1994: In Other Words
- 1996: My Generation
- 2001: New Day New Groove
- 2009: Diva's Choice
- 2011: Bridging the Gap: Hip Hop Jazz
- 2017: Post Modern Trap Music
- 2019: After The Rain: A Night For Coltrane
- 2020: Harlem Stories: The Music of Thelonious Monk